# Edmund Bonner
Edmund Bonner (ur. ok. 1500, zm. 5 września 1569 w Londynie) – angielski duchowny katolicki, biskup Londynu.

## Życiorys
Urodził się około 1500 roku. Ukończył prawo na Uniwersytecie Oksfordzkim, a w 1519 roku przyjął świecenia kapłańskie. 27 listopada 1538 roku został wybrany biskupem Hereford. 20 października 1539 roku został przeniesiony do diecezji londyńskiej, a 4 kwietnia 1540 roku przyjął sakrę. Między 1532 a 1543 rokiem często był wysyłany jako dyplomata z ramienia Henryka VIII, także w sprawie stwierdzenia nieważności małżeństwa króla z Katarzyną Aragońską. Początkowo popierał spór króla z papieżem, jednak za rządów Edwarda VI, wycofał się z akceptacji supremacji króla za co został pozbawiony biskupstwa i uwięziony w 1549 roku. 5 sierpnia 1553 roku ponownie objął diecezję londyńską i choć początkowo był niechętny prześladowaniom protestantów, to wkrótce potem włączył się w siłową rekatolicyzację. Po przejęciu władzy przez Elżbietę I po raz drugi został pozbawiony biskupstwa i spędził ostatnie lata życia w londyńskim więzieniu Marshalsea. Zmarł tamże 5 września 1569 roku.